# جیمز آگوستین براون شیرر
جیمز آگوستین براون شیرر (انگلیسی: James Augustin Brown Scherer) ; (۱۸۷۰–۱۹۴۴) سیاستمدار اهل ایالات متحده آمریکا و رئیس موسسه فناوری کالیفرنیا بود.

## منصب
براون شیرر آخرین رئیس مؤسسه پلی تکنیک تروپ از سال ۱۹۰۸تا ۱۹۲۰و قبل از تغییر نام آن به مؤسسه فناوری کالیفرنیا در سال ۱۹۲۱بود. وی بعد از جرج الری هیل در ۱۹۲۱ ریاست دانشگاه را عهده‌دار شد. جیمز یک کشیش لوتران بود که خودش کلیسای لوتران انجیلی ژاپن را تأسیس کرد.